# Praxagoras von Athen
Praxagoras war ein paganer („heidnischer“) spätantiker Historiker, der im frühen 4. Jahrhundert n. Chr. lebte.
Praxagoras stammte aus Athen. Er war sehr wahrscheinlich ein Mitglied der aristokratischen Oberschicht Athens, worauf der Name (Praxagoras ist inschriftlich für Mitglieder der athenischen Oberschicht belegt) und seine literarischen Aktivitäten deutlich hinweisen. Er wird eine dementsprechende Bildung genossen und dem literarischen Milieu der Rhetoriker nahegestanden haben.
Die meisten Informationen über Praxagoras verdanken wir einem von dem byzantinischen Gelehrten Photios verfassten Exzerpt (Bibliotheke cod. 62). Demnach schrieb er mit 22 Jahren eine Biographie über Kaiser Konstantin den Großen in zwei Büchern, verfasst im ionisch-griechischen Dialekt. Photios zufolge war die Prosa genau und angenehm. Bei Praxagoras taucht wohl zum ersten Mal der Beiname „der Große“ für Konstantin auf. Praxagoras pries den Kaiser panegyrisch. So schrieb er Photios zufolge:
...daß der Kaiser Konstantin durch all seine Tüchtigkeit, seine charakterliche Vollkommenheit und sein ganzes Glück alle vor ihm herrschenden Kaiser in den Schatten gestellt hat.
Für den paganen Praxagoras bestand offenbar kein Widerspruch, Konstantin entsprechend dem antiken Herrscherideal als hervorragenden Kaiser darzustellen, obwohl dieser das Christentum förderte. Die Biographie endete anscheinend mit Konstantins Alleinherrschaft (324) und ist wohl von späteren Historikern benutzt worden (eventuell auch von Eusebius von Caesarea). Überliefert sind nur wenige Fragmente (Die Fragmente der griechischen Historiker Nr. 219 bzw. in Brill’s New Jacoby Nr. 219), die vor allem auf der Zusammenfassung des Photios beruhen.
Praxagoras verfasste zwei weitere historische Abhandlungen, eine Geschichte der Könige von Athen in zwei Büchern (wobei schon Felix Jacoby vermutete, dass es sich nur um eine Archontenliste gehandelt haben mag) und ein Geschichtswerk über Alexander den Großen in sechs Büchern. Von beiden Werken ist nichts außer den Titeln überliefert, die Photios in seiner Zusammenfassung nennt. Photios zufolge schrieb Praxagoras die Königsgeschichte im Alter von 19 Jahren, die Alexandergeschichte im Alter von 31 Jahren; beide Informationen wird Photios dem Werk des Praxagoras entnommen haben.
Rowland Smith stellte die These auf, dass die Alexandergeschichte des Praxagoras womöglich von Julian, der ein Bewunderer Alexanders war, gelesen wurde. Sicher ist, dass die Alexandergeschichte das längste und wohl auch das reifste Werk des Praxagoras ist; es spiegelt außerdem das in dieser Zeit steigende Interesse an Persien und am Orient wider.
Dimitris Krallis ist der Ansicht, dass der um 500 schreibende pagane Geschichtsschreiber Zosimos im zweiten Buch seiner Neuen Geschichte (Historia Nea) Teile seiner Darstellung in Anlehnung an Schilderungen aus den Perserkriegen und den Feldzügen Alexanders des Großen arrangiert habe. Diese Teile seien ungeeignet zur Rekonstruktion der politischen Ereignisse in der Zeit Konstantins, reflektierten aber die Darstellung einer heute verlorenen paganen Geschichtsquelle aus der Zeit Konstantins, die den Kaiser (im Gegensatz zur sonstigen Darstellung bei Zosimos) positiv betrachtete. Krallis stellte diesbezüglich die These auf, dass es sich dabei um das Geschichtswerk des Praxagoras gehandelt haben könnte.

## Ausgaben/Übersetzungen
- Johannes Wienand, Carlo Scardino: (C 1) Praxagoras. In: Bruno Bleckmann, Carlo Scardino: Panegyrische Zeitgeschichte des 4. und 5. Jahrhunderts. Mit einem Beitrag von Johannes Wienand. Kleine und fragmentarische Historiker der Spätantike. Paderborn 2023, S. 13–88, ISBN 978-3-506-79045-3 doi:10.30965/9783657790456_003.